# 24h Le Mans 1987

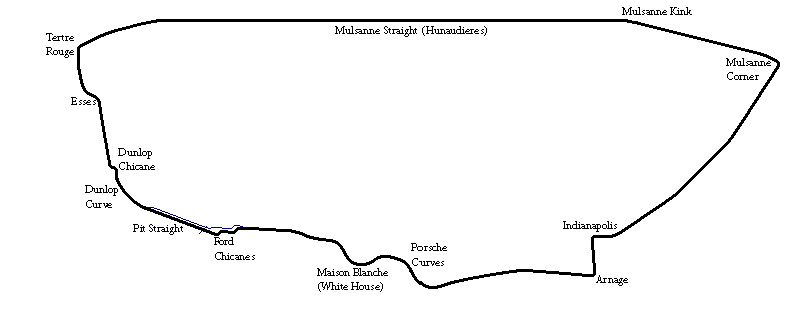
Tor Circuit de la Sarthe

24h Le Mans 1987 – 24–godzinny wyścig rozegrany na torze Circuit de la Sarthe w dniach 10–11 czerwca 1987 roku.

## Wyniki
Źródło: experiencelemans.com
| Poz.  | Klasa | Nr  | Zespół                                | Kierowcy                                                          | Nadwozie                           | Opony | Okr. |
| Poz.  | Klasa | Nr  | Zespół                                | Kierowcy                                                          | Silnik                             | Opony | Okr. |
| ----- | ----- | --- | ------------------------------------- | ----------------------------------------------------------------- | ---------------------------------- | ----- | ---- |
| 1     | C1    | 17  | Rothmans Porsche AG                   | Hans-Joachim Stuck Derek Bell Al Holbert                          | Porsche 962C                       | D     | 355  |
| 1     | C1    | 17  | Rothmans Porsche AG                   | Hans-Joachim Stuck Derek Bell Al Holbert                          | Porsche Type-935 3.0L Turbo Flat-6 | D     | 355  |
| 2     | C1    | 72  | Primagaz Competition                  | Jürgen Lässig Pierre Yver Bernard de Dryver                       | Porsche 962C                       | G     | 335  |
| 2     | C1    | 72  | Primagaz Competition                  | Jürgen Lässig Pierre Yver Bernard de Dryver                       | Porsche Type-935 2.8L Turbo Flat-6 | G     | 335  |
| 3     | C1    | 13  | Primagaz Competition                  | Pierre-Henri Raphanel Yves Courage Hervé Regout                   | Cougar C20                         | M     | 332  |
| 3     | C1    | 13  | Primagaz Competition                  | Pierre-Henri Raphanel Yves Courage Hervé Regout                   | Porsche Type-935 2.8L Turbo Flat-6 | M     | 332  |
| 4     | C1    | 11  | Porsche Kremer Racing                 | George Fouché Franz Konrad Wayne Taylor                           | Porsche 962C                       | Y     | 327  |
| 4     | C1    | 11  | Porsche Kremer Racing                 | George Fouché Franz Konrad Wayne Taylor                           | Porsche Type-935 2.8L Turbo Flat-6 | Y     | 327  |
| 5     | C1    | 4   | Silk Cut Jaguar Tom Walkinshaw Racing | Eddie Cheever Raúl Boesel Jan Lammers                             | Jaguar XJR-8LM                     | D     | 325  |
| 5     | C1    | 4   | Silk Cut Jaguar Tom Walkinshaw Racing | Eddie Cheever Raúl Boesel Jan Lammers                             | Jaguar 6.9L V12                    | D     | 325  |
| 6     | C2    | 111 | Spice Engineering                     | Gordon Spice Fermín Vélez Philippe de Henning                     | Spice SE86C                        | A     | 321  |
| 6     | C2    | 111 | Spice Engineering                     | Gordon Spice Fermín Vélez Philippe de Henning                     | Ford Cosworth DFL 3.3L V8          | A     | 321  |
| 7     | GTP   | 202 | Mazdaspeed Co. Ltd.                   | Dave Kennedy Mark Galvin Pierre Dieudonné                         | Mazda 757                          | D     | 319  |
| 7     | GTP   | 202 | Mazdaspeed Co. Ltd.                   | Dave Kennedy Mark Galvin Pierre Dieudonné                         | Mazda 13G 2.0L 3-Rotor             | D     | 319  |
| 8     | C2    | 102 | Ecurie Ecosse                         | David Leslie Ray Mallock Marc Duez                                | Ecosse C286                        | Y     | 308  |
| 8     | C2    | 102 | Ecurie Ecosse                         | David Leslie Ray Mallock Marc Duez                                | Ford Cosworth DFL 3.3L V8          | Y     | 308  |
| 9     | C2    | 121 | Cosmik GP Motorsport                  | Dudley Wood Costas Los Tom Hessert                                | Tiga GC287                         | G     | 275  |
| 9     | C2    | 121 | Cosmik GP Motorsport                  | Dudley Wood Costas Los Tom Hessert                                | Ford Cosworth DFL 3.3L V8          | G     | 275  |
| 10    | C2    | 114 | Team Tiga Ford Denmark                | Thorkild Thyrring John Sheldon Ian Harrower                       | Tiga GC287                         | A     | 272  |
| 10    | C2    | 114 | Team Tiga Ford Denmark                | Thorkild Thyrring John Sheldon Ian Harrower                       | Ford Cosworth DBT-E 2.3L Turbo I4  | A     | 272  |
| 11    | C2    | 177 | Automobiles Louis Descartes           | Jacques Heuclin Dominique Lacaud Louis Descartes                  | ALD 03                             | A     | 270  |
| 11    | C2    | 177 | Automobiles Louis Descartes           | Jacques Heuclin Dominique Lacaud Louis Descartes                  | BMW M88 3.5L I6                    | A     | 270  |
| 12    | C1    | 40  | Graff Racing                          | Jean-Philippe Grand Gaston Rahier Jacques Terrien                 | Rondeau M482                       | G     | 260  |
| 12    | C1    | 40  | Graff Racing                          | Jean-Philippe Grand Gaston Rahier Jacques Terrien                 | Ford Cosworth DFL 3.3L V8          | G     | 260  |
| 13 NS | C2    | 127 | Chamberlain Engineering               | Nick Adams Graham Duxbury Richard Jones                           | Spice SE86C                        | A     | 240  |
| 13 NS | C2    | 127 | Chamberlain Engineering               | Nick Adams Graham Duxbury Richard Jones                           | Hart 418T 1.8L Turbo I4            | A     | 240  |
| 14 NS | C2    | 178 | Automobiles Louis Descartes           | Michel Lateste Gérard Tremblay Sylvain Boulay                     | ALD 02                             | A     | 236  |
| 14 NS | C2    | 178 | Automobiles Louis Descartes           | Michel Lateste Gérard Tremblay Sylvain Boulay                     | BMW M88 3.5L I6                    | A     | 236  |
| 15 NU | C2    | 181 | Dune Motorsport                       | Neil Crang Jean Krucker Duncan Bain                               | Tiga GC287                         | A     | 260  |
| 15 NU | C2    | 181 | Dune Motorsport                       | Neil Crang Jean Krucker Duncan Bain                               | Rover V64V 3.0L V6                 | A     | 260  |
| 16 NU | C2    | 108 | Roland Bassaler                       | Jean-François Yver Yves Hervalet Hervé Bourjade                   | Sauber SHS C6                      | A     | 257  |
| 16 NU | C2    | 108 | Roland Bassaler                       | Jean-François Yver Yves Hervalet Hervé Bourjade                   | BMW M88 3.5L I6                    | A     | 257  |
| 17 NU | C1    | 6   | Silk Cut Jaguar Tom Walkinshaw Racing | Martin Brundle John Nielsen                                       | Jaguar XJR-8LM                     | D     | 231  |
| 17 NU | C1    | 6   | Silk Cut Jaguar Tom Walkinshaw Racing | Martin Brundle John Nielsen                                       | Jaguar 6.9L V12                    | D     | 231  |
| 18 NU | C2    | 123 | Charles Ivey Racing                   | John Cooper Tom Dodd-Noble Max Cohen-Olivar                       | Tiga GC287                         | G     | 224  |
| 18 NU | C2    | 123 | Charles Ivey Racing                   | John Cooper Tom Dodd-Noble Max Cohen-Olivar                       | Porsche Type-935 2.6L Turbo Flat-6 | G     | 224  |
| 19 NU | C2    | 116 | Luigi Taverna Technoracing            | Luigi Taverna Evan Clements Patrick Trucco                        | Alba AR3                           | A     | 219  |
| 19 NU | C2    | 116 | Luigi Taverna Technoracing            | Luigi Taverna Evan Clements Patrick Trucco                        | Ford Cosworth DFL 3.3L V8          | A     | 219  |
| 20 NU | GTX   | 203 | Rothmans Porsche AG                   | René Metge Claude Haldi Kees Nierop                               | Porsche 961                        | D     | 199  |
| 20 NU | GTX   | 203 | Rothmans Porsche AG                   | René Metge Claude Haldi Kees Nierop                               | Porsche Type-935 2.8L Turbo Flat-6 | D     | 199  |
| 21 NU | C1    | 23  | Nissan Motorsport                     | Kazuyoshi Hoshino Kenji Takahashi Keiji Matsumoto                 | Nissan R87E                        | B     | 181  |
| 21 NU | C1    | 23  | Nissan Motorsport                     | Kazuyoshi Hoshino Kenji Takahashi Keiji Matsumoto                 | Nissan VEJ30 3.0L Turbo V8         | B     | 181  |
| 22 NU | C2    | 103 | John Bartlett Racing                  | Tim Lee-Davey Robin Donovan Raymond Boutinaud                     | Bardon DB1/2                       | A     | 172  |
| 22 NU | C2    | 103 | John Bartlett Racing                  | Tim Lee-Davey Robin Donovan Raymond Boutinaud                     | Ford Cosworth DFL 3.0L V8          | A     | 172  |
| 23 NU | C2    | 125 | Vetir Racing Team                     | Jean-Claude Justice Patrick Oudet Bruno Sotty                     | Tiga GC85                          | A     | 164  |
| 23 NU | C2    | 125 | Vetir Racing Team                     | Jean-Claude Justice Patrick Oudet Bruno Sotty                     | Ford Cosworth DFL 3.3L V8          | A     | 164  |
| 24 NU | C1    | 5   | Silk Cut Jaguar Tom Walkinshaw Racing | Jan Lammers John Watson Win Percy                                 | Jaguar XJR-8LM                     | D     | 158  |
| 24 NU | C1    | 5   | Silk Cut Jaguar Tom Walkinshaw Racing | Jan Lammers John Watson Win Percy                                 | Jaguar 6.9L V12                    | D     | 158  |
| 25 NU | C2    | 198 | Roy Baker Racing                      | David Andrews Mark Peters Mike Allison                            | Tiga GC286                         | A     | 139  |
| 25 NU | C2    | 198 | Roy Baker Racing                      | David Andrews Mark Peters Mike Allison                            | Ford Cosworth DFL 3.3L V8          | A     | 139  |
| 26 NU | C2    | 101 | Ecurie Ecosse                         | Mike Wilds Les Delano Andy Petery                                 | Ecosse C286                        | Y     | 135  |
| 26 NU | C2    | 101 | Ecurie Ecosse                         | Mike Wilds Les Delano Andy Petery                                 | Ford Cosworth DFL 3.3L V8          | Y     | 135  |
| 27 NU | C1    | 61  | Kouros Racing                         | Mike Thackwell Henri Pescarolo Hideki Okada                       | Sauber C9                          | M     | 123  |
| 27 NU | C1    | 61  | Kouros Racing                         | Mike Thackwell Henri Pescarolo Hideki Okada                       | Mercedes-Benz M117 5.0L Turbo V8   | M     | 123  |
| 28 NU | C1    | 3   | Brun Motorsport                       | Bill Adam Richard Spenard Scott Goodyear                          | Porsche 962C                       | M     | 120  |
| 28 NU | C1    | 3   | Brun Motorsport                       | Bill Adam Richard Spenard Scott Goodyear                          | Porsche Type-935 2.8L Turbo Flat-6 | M     | 120  |
| 29 NU | C1    | 32  | Nissan Motorsport                     | Masahiro Hasemi Takao Wada Aguri Suzuki                           | Nissan 87E                         | D     | 117  |
| 29 NU | C1    | 32  | Nissan Motorsport                     | Masahiro Hasemi Takao Wada Aguri Suzuki                           | Nissan VEJ30 3.0L Turbo V8         | D     | 117  |
| 30 NU | C1    | 15  | Liqui Moly Equipe                     | Jonathan Palmer James Weaver Price Cobb                           | Porsche 962C GTi                   | G     | 112  |
| 30 NU | C1    | 15  | Liqui Moly Equipe                     | Jonathan Palmer James Weaver Price Cobb                           | Porsche Type-935 2.8L Turbo Flat-6 | G     | 112  |
| 31 NU | C1    | 1   | Brun Motorsport                       | Michel Trollé Paul Belmondo Pierre de Thoisy                      | Porsche 962C                       | M     | 88   |
| 31 NU | C1    | 1   | Brun Motorsport                       | Michel Trollé Paul Belmondo Pierre de Thoisy                      | Porsche Type-935 2.8L Turbo Flat-6 | M     | 88   |
| 32 NU | C1    | 29  | Italya Sports                         | Anders Olofsson Alain Ferté Patrick Gonin                         | Nissan R86V                        | Y     | 86   |
| 32 NU | C1    | 29  | Italya Sports                         | Anders Olofsson Alain Ferté Patrick Gonin                         | Nissan VG30ET 3.0L Turbo V6        | Y     | 86   |
| 33 NU | C1    | 2   | Brun Motorsport                       | Oscar Larrauri Jesús Pareja Uwe Schäfer                           | Porsche 962C                       | M     | 40   |
| 33 NU | C1    | 2   | Brun Motorsport                       | Oscar Larrauri Jesús Pareja Uwe Schäfer                           | Porsche Type-935 2.8L Turbo Flat-6 | M     | 40   |
| 34 NU | C1    | 37  | Toyota Team TOM’s                     | Tiff Needell Masanori Sekiya Kaoru Hoshino                        | Toyota 87C-L                       | B     | 39   |
| 34 NU | C1    | 37  | Toyota Team TOM’s                     | Tiff Needell Masanori Sekiya Kaoru Hoshino                        | Toyota 3S-GTM 2.1L Turbo I4        | B     | 39   |
| 35 NU | C1    | 62  | Kouros Racing                         | Chip Ganassi Johnny Dumfries Mike Thackwell                       | Sauber C9                          | M     | 37   |
| 35 NU | C1    | 62  | Kouros Racing                         | Chip Ganassi Johnny Dumfries Mike Thackwell                       | Mercedes-Benz M117 5.0L Turbo V8   | M     | 37   |
| 36 NU | GTP   | 201 | Mazdaspeed Co. Ltd.                   | Yoshimi Katayama Yōjirō Terada Takashi Yorino                     | Mazda 757                          | D     | 34   |
| 36 NU | GTP   | 201 | Mazdaspeed Co. Ltd.                   | Yoshimi Katayama Yōjirō Terada Takashi Yorino                     | Mazda 13G 2.0L 3-Rotor             | D     | 34   |
| 37 NU | C1    | 36  | Toyota Team TOM’s                     | Alan Jones Geoff Lees Eje Elgh                                    | Toyota 87C-L                       | B     | 19   |
| 37 NU | C1    | 36  | Toyota Team TOM’s                     | Alan Jones Geoff Lees Eje Elgh                                    | Toyota 3S-GTM 2.1L Turbo I4        | B     | 19   |
| 38 NU | C2    | 113 | José Thibault                         | José Thibault André Heinrich                                      | Chevron B36                        | A     | 18   |
| 38 NU | C2    | 113 | José Thibault                         | José Thibault André Heinrich                                      | Talbot PRV 3.0L V6                 | A     | 18   |
| 39 NU | C1    | 18  | Rothmans Porsche AG                   | Bob Wollek Jochen Mass Vern Schuppan                              | Porsche 962C                       | D     | 16   |
| 39 NU | C1    | 18  | Rothmans Porsche AG                   | Bob Wollek Jochen Mass Vern Schuppan                              | Porsche Type-935 3.0L Turbo Flat-6 | D     | 16   |
| 40 NU | C1    | 51  | WM Secateva                           | Jean-Daniel Raulet François Migault Pascal Pessiot                | WM P86                             | M     | 14   |
| 40 NU | C1    | 51  | WM Secateva                           | Jean-Daniel Raulet François Migault Pascal Pessiot                | Peugeot PRV 2.8L Turbo V6          | M     | 14   |
| 41 NU | C1    | 52  | WM Secateva                           | Roger Dorchy Philippe Gache Dominique Delestre                    | WM P87                             | M     | 13   |
| 41 NU | C1    | 52  | WM Secateva                           | Roger Dorchy Philippe Gache Dominique Delestre                    | Peugeot PRV 2.8L Turbo V6          | M     | 13   |
| 42 NU | C2    | 118 | Olindo Iacobelli                      | Olindo Iacobelli Jean-Louis Ricci Georges Tessier                 | Royale RP40                        | M     | 13   |
| 42 NU | C2    | 118 | Olindo Iacobelli                      | Olindo Iacobelli Jean-Louis Ricci Georges Tessier                 | Ford Cosworth DFL 3.3L V8          | M     | 13   |
| 43 NU | C2    | 200 | Dahm Cars Racing Team                 | Peter Fritsch Teddy Pilette Jean-Paul Libert                      | Argo JM19                          | G     | 12   |
| 43 NU | C2    | 200 | Dahm Cars Racing Team                 | Peter Fritsch Teddy Pilette Jean-Paul Libert                      | Porsche Type-930 3.2L Turbo Flat-6 | G     | 12   |
| 44 NU | C1    | 8   | Joest Racing                          | Frank Jelinski Stanley Dickens Hurley Haywood Sarel van der Merwe | Porsche 962C                       | G     | 7    |
| 44 NU | C1    | 8   | Joest Racing                          | Frank Jelinski Stanley Dickens Hurley Haywood Sarel van der Merwe | Porsche Type-935 2.8L Turbo Flat-6 | G     | 7    |
| 45 NU | C1    | 10  | Porsche Kremer Racing                 | Kris Nissen Volker Weidler Kunimitsu Takahashi                    | Porsche 962C                       | Y     | 6    |
| 45 NU | C1    | 10  | Porsche Kremer Racing                 | Kris Nissen Volker Weidler Kunimitsu Takahashi                    | Porsche Type-935 2.8L Turbo Flat-6 | Y     | 6    |
| 46 NU | C2    | 117 | Team Lucky Strike Schanche            | Martin Schanche Will Hoy Robin Smith                              | Argo JM19B                         | G     | 5    |
| 46 NU | C2    | 117 | Team Lucky Strike Schanche            | Martin Schanche Will Hoy Robin Smith                              | Zakspeed 1.8L Turbo I4             | G     | 5    |
| 47 NU | C1    | 7   | Joest Racing                          | Sarel van der Merwe David Hobbs Chip Robinson                     | Porsche 962C                       | G     | 4    |
| 47 NU | C1    | 7   | Joest Racing                          | Sarel van der Merwe David Hobbs Chip Robinson                     | Porsche Type-935 2.8L Turbo Flat-6 | G     | 4    |
| 48 NU | C1    | 42  | Noël del Bello                        | Pierre-Alain Lombardi Gilles Lempereur Jacques Guillot            | Sauber C8                          | G     | 4    |
| 48 NU | C1    | 42  | Noël del Bello                        | Pierre-Alain Lombardi Gilles Lempereur Jacques Guillot            | Mercedes-Benz M117 5.0L Turbo V8   | G     | 4    |
| NW    | C1    | 19  | Rothmans Porsche AG                   | Kees Nierop Price Cobb Vern Schuppan                              | Porsche 962C                       | D     | –    |
| NW    | C1    | 19  | Rothmans Porsche AG                   | Kees Nierop Price Cobb Vern Schuppan                              | Porsche Type-935 3.0L Turbo Flat-6 | D     | –    |
| NZ    | C2    | 171 | CEE Sport Racing                      | Slim Borgudd Tryggve Gronvall Andrew Ratcliffe                    | Tiga GC286                         | A     | –    |
| NZ    | C2    | 171 | CEE Sport Racing                      | Slim Borgudd Tryggve Gronvall Andrew Ratcliffe                    | Volvo 2.3L Turbo I4                | A     | –    |